# Look Sharp! (album av Roxette)
Look Sharp! utkom i oktober 1988 och är den svenska popduon Roxettes andra studioalbum. Look Sharp! med singlarna Dressed for Success, Listen to Your Heart, Chances, The Look, och Dangerous ledde till två ettor på den amerikanska Billboard-listan och över nio miljoner sålda album världen över. Albumet producerades av Clarence Öfwerman, samt tre låtar av Adam Moseley.
För albumet fick de även Rockbjörnen i kategorin "Årets svenska skiva". 

## Låtlista

### LP
Sida A
1. The Look [3:56]
2. Dressed for Success [4:11]
3. Sleeping Single [4:39]
4. Paint [3:29]
5. Dance Away [3:25]
6. Cry [5:05]

Sida B
1. Chances [4:07]
2. Dangerous [3:48]
3. Half a Woman, Half a Shadow [3:33]
4. View From A Hill [3:39]
5. Shadow Of A Doubt [4:13]
6. Listen to Your Heart [5:27]

### CD
1. The Look [3:56]
2. Dressed for Success [4:11]
3. Sleeping Single [4:39]
4. Paint [3:29]
5. Dance Away [3:25]
6. Cry [5:05]
7. Chances [4:07]
8. Dangerous [3:48]
9. Half a Woman, Half a Shadow [3:33]
10. View From A Hill [3:39]
11. (I Could Never) Give You Up [3:58]
12. Shadow Of A Doubt [4:13]
13. Listen to Your Heart [5:27]

### Singlar
- Dressed for Success: (Juni 1988)
  1. Dressed for Success
  2. The Voice

- Listen to Your Heart: (September 1988)
  1. Listen to Your Heart
  2. (I Could Never) Give You Up

- Chances [endast släppt i Tyskland, Frankrike och Italien]: (December 1988)
  1. Chances
  2. Silver Blue (demo)

- The Look: (Januari 1989)
  1. The Look
  2. Silver Blue (demo)
  3. The Look (Head-Drum mix)

- Dangerous:(Maj 1989)
  1. Dangerous (7" version)
  2. Surrender (live)
  3. Neverending Love (live) [4]

## Medverkande
- Sång: Per Gessle och Marie Fredriksson
- Text: Per Gessle på alla spår
- Musik; Per Gessle, utom på

"Dance Away": musik av Marie Fredriksson och Per Gessle
"Cry": musik av Marie Fredriksson och Per Gessle
"Half A Woman, Half A Shadow": musik av Marie Fredriksson
"Shadow of a Doubt": musik av Marie Fredriksson och Per Gessle
"Listen to Your Heart": musik av Per Gessle and Mats MP Persson
- Pelle Alsing: Trummor
- Anders Herrlin: Programmering och bas
- Jonas Isacsson: Elgitarr och akustisk gitarr
- Clarence Öfwerman: Huvudprogrammering och keyboards
- Erik Häusler: Saxofon
- Jalle Lorensson: Munspel
- Janne Oldaeus: Slidegitarr
- Erik Borelius: spansk gitarr

Inspelning och mix Alar Suurna, förutom ”Cry”, Chances” och ”View From A Hill” 
Albumet producerades och arrangerades av Clarence Öfwerman förutom: "Cry", "Chances" och "View From A Hill", som producerades av Adam Moseley, och var inspelade i London juni 1988. 
Musiker i London var: 
- Graham Edwards: bas
- Adam Macculoch: saxofon
- Morris Michael: gitarr
- Andrew Wright: Keyboards och programmering.[5]

## Listplaceringar
| Lista (1988-1990) | Position |
| ----------------- | -------- |
| Australien        | 2        |
| Norge             | 1        |
| Nya Zeeland       | 12       |
| Sverige           | 1        |
| Österrike         | 3        |

### Fotnoter
1. ↑  ”Roxette”. Arkiverad från originalet den 24 augusti 2011. https://web.archive.org/web/20110824031633/http://www.roxette.se/discography.php. Läst 10 juni 2011.
2. ↑  ”Aftonbladet”. 28 februari 2000. http://wwwc.aftonbladet.se/noje/special/rockbjorn00/gamla.html. Läst 1 maj 2011.
3. ↑  ”sverigesradio”. https://www.sverigesradio.se/avsnitt/303069. Läst 26 januari 2025.
4. ↑  ”dailyroxette.”. https://www.dailyroxette.com/single-roxette-discography/page/2/. Läst 15 november 2024.
5. ↑  Look Sharp. CD-Häfte information. 1988
6. ↑  Listplacering
7. ↑  Listplacering
8. ↑  Listplacering
9. ↑  Listplacering
10. ↑  Listplacering